# Degradació walleriana
La degradació walleriana és un procés actiu de degeneració que resulta quan una fibra nerviosa és tallada o aixafada i la part de l'axó distal de la lesió (és a dir, la que està més lluny del cos cel·lular de la neurona, que conté el nucli) pateix una degeneració seguint aquest procés.

## Descripció
Els axons i les seves beines de mielina són digerits pels macròfags i  cèl·lules de Schwann. Això provoca una atrofia de les fibres musculars del nervi lesionat.
No obstant això, els neurilemmes (beines de Schwann) de les fibres nervioses, continuen en forma de tubs buits de contingut. Al cap de 96 hores, l'extrem proximal de la fibra nerviosa envia els brots de floració a aquests tubs. Els brots són atrets pels factors de creixement produïts en els tubs per les cèl·lules de Schwann, sempre que la distància de separació no sigui massa gran. És així com les fibres nervioses es tornen a empènyer cap als tubs neuronals i, finalment, arriben al múscul objectiu que tornen a re-inervar. Si els brots de creixement estan massa allunyats dels tubs neuronals, la reparació quirúrgica pot millorar les possibilitats de re-inervació.
Els ratolins que pertanyen a la soca C57BL/Ola presenten una degeneració walleriana retardada i són, per tant, models importants per estudiar els rols de diferents tipus de cèl·lules, així com els mecanismes moleculars d'aquesta degeneració.

## Història
La degeneració walleriana va ser descrita per primera vegada en una granota el 1850 per Augustus Volney Waller. La mielina degenerada forma gotes que poden admetre colorants, permetent un estudi detallat de l'evolució de cada fibra nerviosa.